# Dolyna
Dolyna (ukrainisch Долина; polnisch und russisch Dolina) ist eine Stadt in der Oblast Iwano-Frankiwsk im Westen der Ukraine. Sie liegt in den galizischen Vorkarpaten und war bis Juli 2020 Zentrum des gleichnamigen Rajons Dolyna.

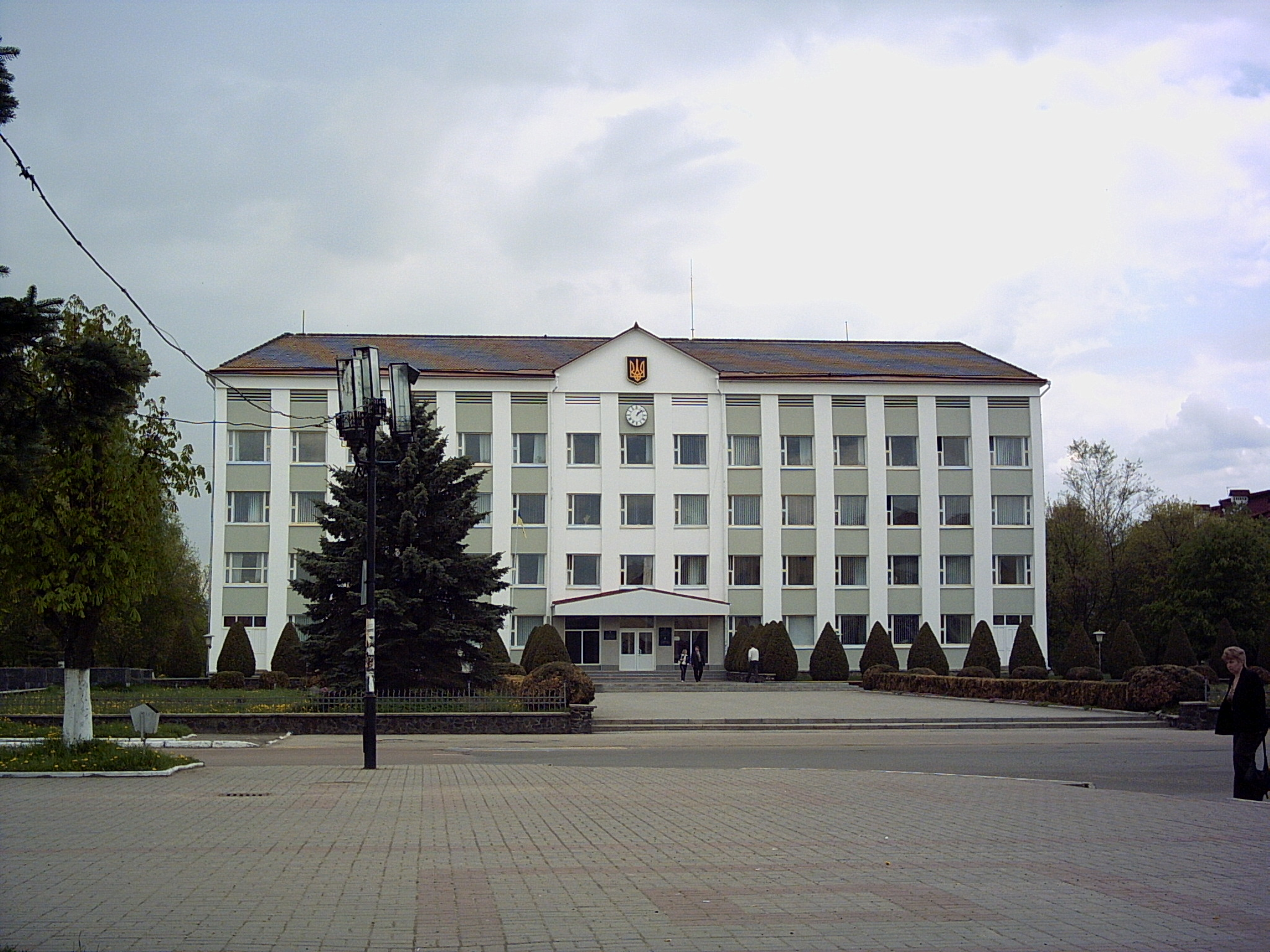
Blick auf den Zentralen Platz im Ort

## Geschichte
Dolyna teilt weitgehend die Geschichte der Ukraine bzw. Galiziens/Polens.
Mit einer ersten Erwähnung im 10. Jahrhundert zählt Dolyna zu den ältesten Siedlungen in den Vorkarpaten; es war Bestandteil des frühen Halytsch-Wolhynischen Fürstentum. Seit 1349 gehörte es zu Polen-Litauen (in der Woiwodschaft Ruthenien), 1525 wurde das Magdeburger Recht eingeführt. Nach der ersten Teilung Polens 1772 fiel Dolyna an Österreich, hier war es ab 1850 der Sitz der Bezirkshauptmannschaft Dolina, nach dem Ende des Ersten Weltkrieges 1919 an Polen und lag hier ab 1921 in der Woiwodschaft Stanislau. Kurz nach dem Beginn des Zweiten Weltkriegs fiel Dolyna 1939 an die ukrainische Sowjetrepublik – im selben Jahr wurde der Ort zur Stadt erklärt. In den 1930er Jahren gab es verstärkte Aktivitäten der ukrainischen nationalistischen Bewegung OUN unter Stepan Bandera in der Region. Nach dem deutschen Überfall auf die Sowjetunion 1941 war Dolyna bis 1944 deutsch besetzt und fiel anschließend wieder an die Sowjetunion. Seit deren Zerfall 1991 ist die Stadt Teil der unabhängigen Ukraine.

## Administrative Einordnung
Am 27. Dezember 2018 wurde die Stadt zum Zentrum der neu gegründeten Stadtgemeinde Dolyna (Долинська міська громада/Dolynska miska hromada), zu dieser zählten auch die 7 Dörfer Dibrowa, Hrabiw, Jakubiw, Krywa, Lopjanka, Mala Turja und Solukiw; bis dahin bildete sie die Stadtratsgemeinde Dolyna (Долинська міська рада/Dolynska miska rada) im Nordosten des Rajons Dolyna.
Am 12. Juni 2020 kamen noch 14 weitere Dörfer zum Gemeindegebiet.
Am 17. Juli 2020 wurde der Ort Teil des Rajons Kalusch.
Folgende Orte sind neben dem Hauptort Dolyna Teil der Gemeinde:
| Name                     | Name              | Name                                   | Name             | Name |
| ukrainisch transkribiert | ukrainisch        | russisch                               | polnisch         |      |
| ------------------------ | ----------------- | -------------------------------------- | ---------------- | ---- |
| Belejiw                  | Белеїв            | Белеев (Belejew)                       | Bełejów          |      |
| Dibrowa                  | Діброва           | Диброва                                | Dąbrowa          |      |
| Herynja                  | Гериня            | Герыня (Gerynja)                       | Gerynia          |      |
| Hoschiw                  | Гошів             | Гошев (Goschew)                        | Hoszów           |      |
| Hrabiw                   | Грабів            | Грабов (Grabow)                        | Grabów           |      |
| Jakubiw                  | Якубів            | Якубов (Jakubow)                       | Jakubów          |      |
| Jaworiw                  | Яворів            | Яворов (Jaworow)                       | Jaworów          |      |
| Knjascholuka             | Княжолука         | Княжелука (Knjascheluka)               | Kniażołuka       |      |
| Krywa                    | Крива             | Кривая (Kriwaja)                       | Krzywa           |      |
| Lopjanka                 | Лоп'янка          | Лопянка                                | Łopianka         |      |
| Mala Turja               | Мала Тур'я        | Малая Турья (Malaja Turja)             | Turza Mała       |      |
| Nadijiw                  | Надіїв            | Надиев (Nadijew)                       | Nadziejów        |      |
| Nowytschka               | Новичка           | Новичка (Nowitschka)                   | Nowiczka         |      |
| Obolonnja                | Оболоння          | Оболонье (Obolonje)                    | Obołonie         |      |
| Pidbereschschja          | Підбережжя        | Подбережье (Podbereschje)              | Podbereż         |      |
| Rachynja                 | Рахиня            | Рахиня (Rachinja)                      | Rachiń           |      |
| Sloboda-Dolynska         | Слобода-Долинська | Слобода-Долинская (Sloboda-Dolinskaja) | Słoboda Dolińska |      |
| Solukiw                  | Солуків           | Солуков (Solukow)                      | Sołuków          |      |
| Tjaptsche                | Тяпче             | Тяпче                                  | Tiapcze          |      |
| Trostjanez               | Тростянець        | Тростянец                              | Trościaniec      |      |
| Welyka Turja             | Велика Тур'я      | Великая Турья (Welikaja Turja)         | Turza Wielka     |      |

## Wirtschaft
Dolyna ist eines der Zentren der Ölförderung und der petrochemischen Industrie in der westlichen Ukraine (Ukrnafta). Neben diesem Industriezweig gibt es Betriebe der Bauindustrie, Leicht-, Holz- und Lebensmittelindustrie.
Wichtig für den Ort ist auch die Anbindung an das Eisenbahnnetz der Ukraine, ein Bahnhof an der Bahnstrecke Stryj–Iwano-Frankiwsk wurde bereits 1875 eröffnet, 1883 kam vom Ort ausgehend noch die Lokalbahn Dolina−Wygoda dazu.

## Persönlichkeiten
- Iwan Lewynskyj (1851–1919), Architekt, Lehrer und Unternehmer
- Heinrich Gotho (1872–1938), Schauspieler
- Myroslaw Ljubatschiwskyj (1914–2000), Erzbischof von Philadelphia, Großerzbischof von Lemberg der ukrainischen griechisch-katholischen Kirche
- Antoni Kępiński (1918–1972), polnischer Psychiater